# Sirk
Sirk es un municipio del distrito de Revúca en la región de Banská Bystrica, Eslovaquia, con una población estimada a final del año 2024 de 1380 habitantes.
Se encuentra ubicado al este de la región, en la cuenca hidrográfica del río Sajó —un afluente derecho del río Tisza— y cerca de la frontera con la región de Košice.

## Demografía
| Año        | 1994 | 2004    | 2014     | 2024     |
| ---------- | ---- | ------- | -------- | -------- |
| Población  | 976  | 1044    | 1173     | 1380     |
| Diferencia |      | +6,96 % | +12,35 % | +17,64 % |

| Año        | 2023 | 2024    |
| ---------- | ---- | ------- |
| Población  | 1369 | 1380    |
| Diferencia |      | +0,80 % |